# مارسيل فرانك
مارسيل فرانك (بالألمانية: Marcel Franke)‏ (5 أبريل 1993 في ألمانيا - ) هو لاعب كرة قدم ألماني في مركز قلب الدفاع. لعب مع دينامو دريسدن وغرويتر فورت ونادي هالشر.

## وصلات خارجية
- مارسيل فرانك على موقع قاعدة بيانات كرة القدم.إي يو (الإنجليزية)
- مارسيل فرانك على موقع بيانات كرة القدم. دي إي (الألمانية)
- مارسيل فرانك على موقع Soccerway.com (الإنجليزية)
- مارسيل فرانك على موقع عالم كرة القدم.نت (الإنجليزية)